# Pelophylax bergeri
Pelophylax bergeri (tidigare: Rana bergeri) är en groddjursart som först beskrevs av Günther 1986.  Pelophylax bergeri ingår i släktet Pelophylax, och familjen äkta grodor. IUCN kategoriserar arten globalt som livskraftig. Inga underarter finns listade.

## Utseende
Pelophylax bergeri är en liten groda med en längd mellan 4 och 7 cm för hanar, 5 till 8 cm för honor, som liknar gölgrodan. Ovansidan är brunaktig till grön med svarta, runda fläckar. Den har ofta en ljusgrön strimma mitt på ryggen. Buken är vitaktig med glesa, grå fläckar. Hanarna har vita strupsäckar. Bakbenen är längre än hos gölgrodan, och baksidan av låren är gula till brandgula med bruna tvärstreck. Fotrotsknölarna på bakfötterna är stora och halvcirkelformade.

## Vanor
Grodan lever i och i närheten av mindre, stillastående eller långsamt flytande vattensamlingar som dammar och diken med riklig växtlighet. Den förökar sig i samma vatten. 

## Utbredning
Pelophylax bergeri finns på det italienska fastlandet söder om Genua och Rimini, Elba och Sicilien samt på Korsika i Frankrike. Den är införd till Storbritannien och på Sardinien.
Grodan hybridiserar gärna med sjögrodan och bildar hybriden Pelophylax kl. hispanica.

## Status
Grodan är klassificerad som livskraftig ("LC"), men populationen är i avtagande. Orsakerna tros vara utdikning av levnadsområdena samt dess villighet att hybridisera med andra arter.